# Rakitnia-1
Rakitnia-1 (ros. Ракитня-1) – wieś (ros. деревня, trb. dieriewnia) w zachodniej Rosji, w osiedlu wiejskim Gniozdowskoje rejonu smoleńskiego w obwodzie smoleńskim.

## Geografia
Miejscowość położona jest 1 km od przystanku kolejowego Rakitnaja, 2 km od drogi federalnej R120 (Orzeł – Briańsk – Smoleńsk – Witebsk), 5,5 km od drogi magistralnej M1 «Białoruś», 3 km od centrum administracyjnego osiedla wiejskiego (Nowyje Batieki), 15,5 km od centrum Smoleńska.
W granicach miejscowości znajdują się ulice: Centralnaja, Drużby, Ługowaja, Mira, Wiesienniaja.

## Demografia
W 2010 r. miejscowość liczyła sobie 41 mieszkańców.